# Balmorhea State Park
Der Balmorhea State Park liegt sechs Kilometer südwestlich von Balmorhea in Richtung Fort Davis an der Texas State Route 17 im Reeves County des US-Bundesstaates Texas. Im 977 Meter hoch gelegenen 19 Hektar großen State Park befindet sich mit der San Salomon Spring eine artesische Quelle mit einer täglichen Schüttung zwischen 35.000 und 44.000 Hektolitern pro Stunde.

## Geschichte
Indianische Artefakte, die in der Gegend gefunden wurden, lassen darauf schließen, dass das Quellwasser bereits lange Zeit vor der Entdeckung durch weiße Siedler genutzt wurde. 1849 wurde die Quelle Mescalero Spring genannt, weil die Mescalero-Indianer dort ihre Pferde tränkten. Bereits in den 1930er Jahren wurde vom Civilian Conservation Corps (CCC) ein 7000 m² großes Schwimmbecken errichtet, das von der Quelle gespeist wird. Der ursprüngliche Quellsumpf (Ciénaga) wurde dabei stark beschädigt, als das Becken, die zugehörigen sanitären Anlagen, ein Motel und weitere Gebäude im spanischen Kolonialstil gebaut wurden. 1968 wurde der State Park eröffnet.

## Infrastruktur

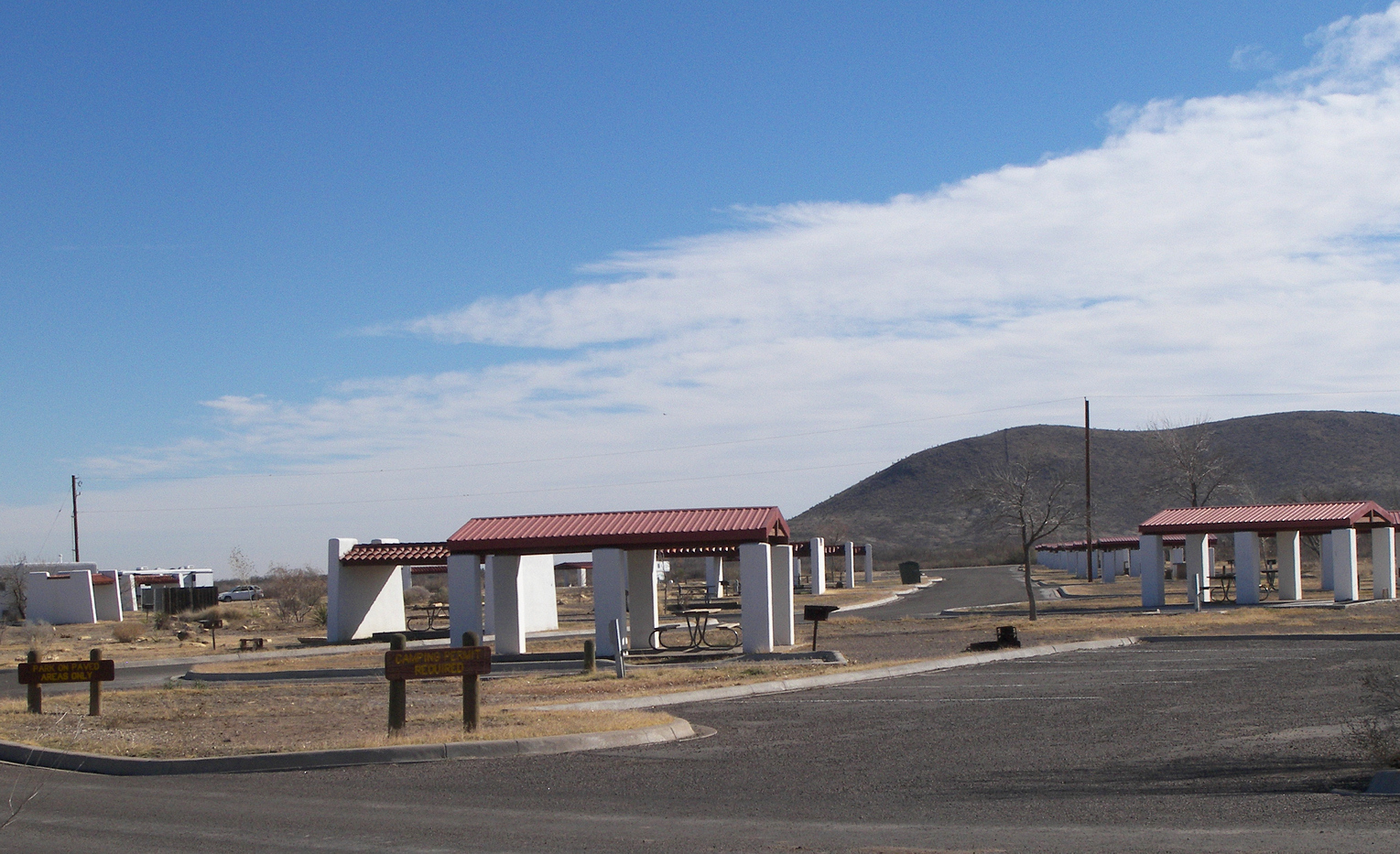
Camping-Areal

Mehr als 200.000 Besucher im Jahr (Stand: Juli 2006) nutzen den Balmorhea State Park mit seinen Möglichkeiten zum Baden und Tauchen, seinen Spiel- und Picknickplätzen oder zur Naturbeobachtung auf barrierefreien Wegen. Übernachtungsplätze gibt es im Motel und dem Campingplatz. Das klare Quellwasser, dessen Einzugsgebiet bis in die Davis Mountains reicht, hat das ganze Jahr über nur kleine Temperaturschwankungen zwischen 22 und 24 °C. Eine Beobachtungsplattform erleichtert den Blick über das Gelände, und eine spezielle Anlage erlaubt den Blick wie in einem Aquarium durch drei dicke Scheiben seitlich unter die Wasseroberfläche des San Salomon Ciénaga.

## Flora und Fauna

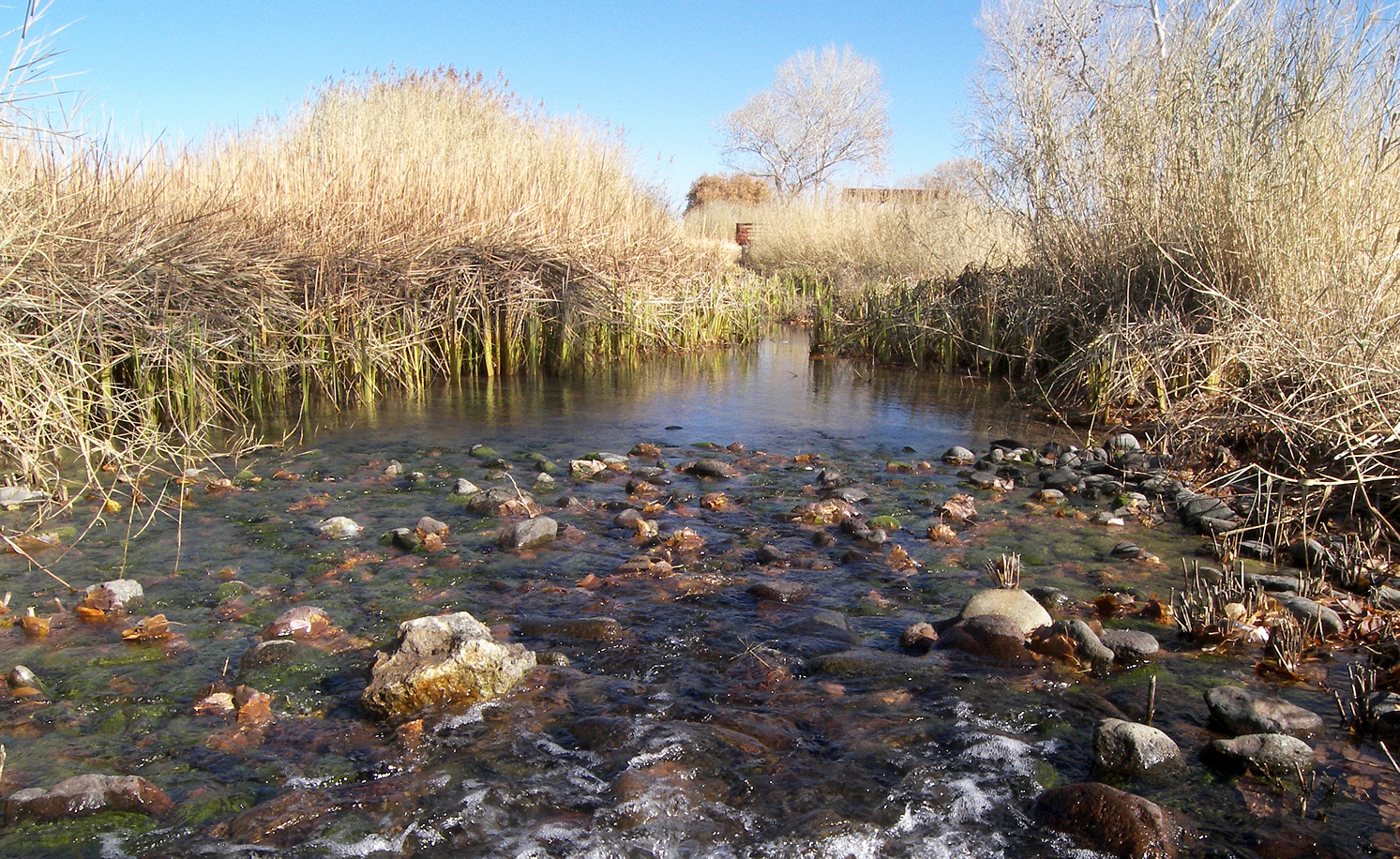
Das Feuchtgebiet des Ciénaga wurde 1995 renaturiert

Das überschüssige Wasser des Schwimmbeckens wird in mehrere Kanäle geleitet, die teilweise schon zuvor von Farmern für die Bewässerung angelegt wurden. 1995 wurde mit der San Salomon Ciénaga ein Feuchtgebiet, das von dem Kanalnetz gespeist wird, angelegt. Zwei gefährdete Fischarten, Comanche Springs pupfish (Cyprinodon elegans) und der Pecos gambusia (Gambusia nobilis), bevölkern die Gewässer ebenso wie Astyanax mexicanus, Grasbarsch, Rotbauch-Schwimmnatter und Weichschildkröten.
Kreosotbusch, Mesquiten, Schirmakazien, Cottonwood und das Trompetenbaumgewächs Chilopsis linearis ergänzenden  Lebensraum für Rubintyrann, Schwarzkopf-Phoebetyrann, Bullock-Trupial, Gürtelfischer, Carolinasumpfhuhn und Grünreiher.
Bei Nacht können sich aus der Umgebung auch Füchse, Kojoten, Luchse und Nabelschweine annähern.
Südöstlich von Balmorhea liegt der Balmorhea Lake, der durch weitere artesische Quellen in der Umgebung gespeist wird. Der Wasserstand im See unterliegt dort wegen der Verdunstung starken Schwankungen und über das Kanalnetz ist eine Biotopvernetzung gegeben. Insgesamt können in dieser Gegend über 300 Vogelarten beobachtet werden.